# Herndon (Virginia)
Herndon es una ciudad situada en el estado de Virginia, en Estados Unidos. Pertenece al Condado de Fairfax. En el año 2000 tenía 21.378 habitantes en una superficie de 10.9 km², con una densidad poblacional de 1981.3 personas por km².

## Geografía
Herndon se encuentra ubicada en las coordenadas 38°58′17″N 77°23′19″O / 38.97139, -77.38861. Según la Oficina del Censo, la ciudad tiene un área total de 10.9 km² (4.2 sq mi), de la cual toda es tierra.

## Demografía
Según la Oficina del Censo en 2000, los ingresos medios por hogar en la localidad eran de $72.912, y los ingresos medios por familia eran $79.140. Los hombres tenían unos ingresos medios de $44.197 frente a los $35.548 para las mujeres. La renta per cápita para la localidad era de $26.941. Alrededor del 4.7% de las familias y el 8.1% de la población estaban por debajo del umbral de pobreza.

## Residentes famosos
- Ferenc Nagy, antiguo primer ministro de Hungría
- Scottie Reynolds, jugador de baloncesto de los Villanova Wildcats
- Jacob Sartorius, cantante creador de Hit or miss y de sweatshirt
- Sean Parker, fundador de Napster y antiguo presidente de Facebook
- Romain Gall, futbolista estadounidense